# Preshute
Preshute – wieś w Anglii, w hrabstwie Wiltshire. Leży 40 km na północ od miasta Salisbury i 115 km na zachód od Londynu.